# 内田満
内田 満（うちだ みつる、1930年1月4日 - 2007年1月26日）は、日本の政治学者。学位は、博士（政治学）（早稲田大学・論文博士・2002年）（学位論文「日本政治学の一源流」）。早稲田大学名誉教授。日本政治学会理事長・日本選挙学会理事長・衆議院議員選挙区画定審議会委員・財団法人明るい選挙推進協会会長を歴任。
専門は政治学。アメリカのロビイストについての研究でも知られた。
多摩大学学長の寺島実郎、ジャーナリストの江川紹子、ニュースキャスターの久和ひとみはゼミの教え子。

## 略歴
- 東京生まれ。
- 1953年 - 早稲田大学第一政治経済学部新聞学科卒業。
- 2002年 - 学位論文「日本政治学の一源流」で早稲田大学より博士（政治学）の学位を取得[1]。
- 1969年 - 早稲田大学政治経済学部教授。
- 1978年 - 早稲田大学別科国際部長。
- 1986年 - 早稲田大学政治経済学部長。
- 1990年 - 総長選挙に出馬したが、決選投票で小山宙丸（文学部教授）に敗れた。
- 1994年 - 総長選挙では、決選投票で奥島孝康（法学部教授）に敗れた。
- 2000年　- 定年退職、早稲田大学名誉教授。
- ウースター大学客員助教授、アーラム大学客員助教授、ドゥ・ラサール大学客員教授、政策研究大学院大学客員教授も務めた。
- 2007年1月26日　- 心筋梗塞のため死去、享年77。

## 著書

### 単著
- 『政治参加と政治過程――現代日本の政治分析』（前野書店, 1972年）
- 『都市デモクラシー』（中央公論社［中公新書］, 1978年）
- 『アメリカ圧力団体の研究』（三一書房, 1980年）
- 『政党政治の政治学』（三一書房, 1981年）
- 『政党政治の論理』（三嶺書房, 1983年）
- 『現代政治学を読む』（三嶺書房, 1984年）
- 『シルバー・デモクラシー』（有斐閣［有斐閣新書］，1986年）
- 『現代アメリカ圧力団体』（三嶺書房, 1988年）
- 『最近政治学案内』（三嶺書房, 1989年）
- 『野獣と天使の間で――早稲田と政治学と』（三嶺書房, 1990年）
- 『アメリカ政治学への視座――早稲田政治学の形成過程』（三嶺書房, 1992年）
- 『変貌するアメリカ圧力政治――その理論と実際』（三嶺書房, 1995年）
- 『有島武郎――虚構と実像』（有精堂出版, 1996年）
- 『現代アメリカ政治学――形成期の群像』（三嶺書房, 1997年）
- 『政治に美学を政治学に志を』（三嶺書房, 1999年）
- 『可能事の芸術と現実の間で――私と早稲田と政治学』（三嶺書房, 2000年）
- 『内田満政治学論集（1）日本政治学の一源流』（早稲田大学出版部, 2000年）
- 『内田満政治学論集（2）政党・圧力団体・議会』（早稲田大学出版部, 2000年）
- 『内田満政治学論集（3）現代のデモクラシー』（早稲田大学出版部, 2000年）
- 『早稲田政治学史断章』（三嶺書房, 2002年）
- 『政治をめざす人のための政治学十二章――名句に学ぶデモクラシー』（ブレーン出版, 2004年）
- 『政治学入門』（東信堂, 2006年）
- 『早稲田政治学史研究――もう一つの日本政治学史』（東信堂, 2007年）

### 共著
- （岡野加穂留・堀江湛・内山秀夫）『デモクラシーの構造――政治参加と政治学』（日本放送出版協会, 1976年）
- （岩淵勝好）『エイジングの政治学』（早稲田大学出版部, 1999年）

### 編著
- 『選挙』（至文堂, 1975年）
- 『政治学を学ぶ』（有斐閣, 1976年）
- 『変動の時代（2）政治の変動』（朝倉書店, 1980年）
- 『講座政治学（3）政治過程』（三嶺書房, 1986年）
- 『現代日本政治小事典』（ブレーン出版, 1999年／第2版, 2001年／第3版, 2003年／第4版, 2005年）

### 共編著
- （内山秀夫・河中二講・武者小路公秀）『現代政治学の基礎知識』（有斐閣, 1975年）
- （阿部斉）『現代政治学小辞典』（有斐閣, 1978年）
- （阿部齊・高柳先男）『現代政治学小辞典・新版』（有斐閣, 1999年）